# Nicolás de Vedia
Julio César Nicolás de Vedia y Ramallo (Montevideo, enero de 1771 – Ib., diciembre de 1852) fue un militar argentino-uruguayo que participó en las Expediciones Libertadoras de la Banda Oriental y de la guerra civil argentina.

## Biografía
Hijo del militar español Joaquín de Vedia, que desde 1762 desempeñó altos cargos militares y administrativos en Montevideo, cursó sus estudios en esa ciudad.
Se enroló en el Regimiento Fijo de Buenos Aires, uno de cuyos batallones estaba destacado de forma permanente en Montevideo. Conoció de forma bastante íntima a José Artigas, de quien dejó algunas notables descripciones referidas a su juventud.
En 1801 participó de la frustrada guerra contra Portugal por las Misiones Orientales, ocasión en que conoció al naturalista Félix de Azara. En 1803 levantó, por orden del gobernador José de Bustamante y Guerra, un padrón de habitantes de Montevideo, que se conserva parcialmente. En 1806 se casó con Manuela Josefa Pérez y Pagola, con la que procrearía una ilustre descendencia; una hija de ambos, Delfina de Vedia y Pérez, fue esposa de Bartolomé Mitre, lo que dio lugar a una estrecha relación entre ambas familias.
Con el grado de teniente tomó parte en la defensa de Montevideo cuando las invasiones inglesas y fue hecho prisionero. Llevado a Gran Bretaña, al quedar en libertad viajó a España y allí participó en la guerra de la Independencia contra la invasión napoleónica.
Viajó en 1810 a Buenos Aires, donde se vinculó de inmediato al partido criollo y tuvo importante participación en los inicios de la revolución anticolonial: participó del cabildo abierto del 22 de mayo. Ese mismo año le fue reconocido por los revolucionarios el grado de sargento mayor y al año siguiente el de teniente coronel, con el cual se incorporó al sitio de Montevideo como edecán del comandante del mismo, José Rondeau.
Se unió también al segundo sitio de Montevideo y participó en la Batalla de Cerrito. Tras la caída de la ciudad en manos patriotas, fue el jefe del estado mayor de Montevideo, segundo del general Soler.
Regresó a Buenos Aires y apoyó a Carlos María de Alvear contra sus opositores; era miembro de la Logia Lautaro. No obstante, a su caída, fue fiscal en la causa contra sus colaboradores, logrando la condena a muerte y ejecución del coronel Enrique Paillardell. 
Fue enviado por el director supremo Pueyrredón a entrevistarse con el gobernador Lecor, de la Banda Oriental ocupada por Portugal. Su reclamo por el avance enemigo fue opacado por el pedido de colaboración para terminar la influencia de José Artigas; de modo que Lecor supo que el gobierno porteño no defendería la Banda Oriental y continuó la invasión.
En mayo de 1819 fue ascendido al grado de general y nombrado jefe de la guarnición de Buenos Aires, cargo que ocupaba en la época de la Batalla de Cepeda. Presionó para lograr la caída del Director Rondeau, por lo que el gobernador Manuel de Sarratea lo nombró su ministro de guerra. Tras la caída de este, formó parte de la facción de Alvear y participó en las montoneras de este, participando en la Batalla de Cañada de la Cruz. Fue dado de baja del ejército porteño y capturado tras el combate de San Nicolás de los Arroyos.
Tras un breve exilio en Montevideo, se trasladó a la provincia de Entre Ríos, donde el gobernador Lucio Norberto Mansilla lo nombró su ministro general.
Regresó posteriormente a Buenos Aires, donde tuvo una actuación secundaria durante los años siguientes, hasta que en 1828 fue nombrado comandante de las costas del río Salado por el gobernador Manuel Dorrego. Cuando este fue derrocado por Lavalle, unió sus fuerzas al gobernador depuesto y participó como jefe de la infantería y artillería federal en la Batalla de Navarro. Se exilió nuevamente en Montevideo.
Durante los años siguiente se dedicó a la diplomacia, y fue alternativamente embajador del Uruguay en Buenos Aires y de la Confederación Argentina en Montevideo. Hablaba varios idiomas y hacía gala de una erudición clásica superior a la de sus interlocutores.
Fue dado de baja por el gobernador Juan Manuel de Rosas, por su afinidad con el exgobernador Juan Ramón Balcarce, y en 1838 – tras el ascenso de Fructuoso Rivera al gobierno por medio de una revolución – se refugió en Montevideo. Participó en la defensa contra el Sitio de Montevideo por las fuerzas de Manuel Oribe; fue presidente del consejo de guerra y jefe de Estado Mayor del Gobierno de la Defensa.
En enero de 1852 fue nombrado jefe de Estado Mayor del ejército uruguayo, pero falleció en diciembre de ese año.
Una calle de Buenos Aires, en el barrio de Núñez, lleva su nombre.